# Kentigerna
 Kentigerna (morte en 734), sainte irlandaise active chez les Pictes au VIIIe siècle.
Kentigerna ou Cáintighearnd dont le nom est d'origine brittonique est la fille de Cellach Cualann mac Gerthidi roi de Laigin des Ui Mail, mort en 715 selon les annales d'Ulster et qui régnait à Kilranelagh dans le Wicklow. Son activité missionnaire s'étend chez les Pictes où elle meurt sur l' Inchcailloch (en) c'est-à-dire « l’île des nones »   sur le Loch Lomond. Initialement mariée, elle est réputée être la mère de Fáelán de St Fillans et la sœur de Comgán avec qui elle émigre en Écosse mais la chronologie demeure incertaine.
Sa mort est relevée sous l'année 734 par les annales d'Ulster Sa fête est célébrée le 7 janvier dans le bréviaire d'Aberdeen